# Dobřany (Dél-plzeňi járás)
Dobřany település Csehországban, a Dél-plzeňi járásban. Dobřany Chlumčany, Nová Ves, Chotěšov, Dnešice, Plzeň, Útušice, Vstiš és Zbůch településekkel határos. Lakosainak száma 6435 fő (2024. január 1.).
A városon halad át a Plzeňből Železná Rudába vezető vasútvonal, amelyen a Dobřany vasútállomás található, a várostól északra annak külterületén. Šlovicén, Plzeň közelében is 
van Dobřanynak megállója. Itt működik a pszichiátriai kórház is.

## Története
A város első írásos említése 1243-ból származik. 1259-ben dokumentálják a Magdolna-rend női egyházi rend legrégebbi közösségét Csehországban. Eredetileg királyi rezidencia volt, amely után 1243-ban a Markvartic családból származó Záviš z Dobřany birtokolta, 1260-ban pedig már városi magisztrátusáról esik szó. A város piaci jelentőségét bizonyítja a különleges dobráni gabonaarány. Az 1270-es években a chotěšovi premontrei női kolostor megszerezte a várost, és 1782-ig birtokolta, amikor II. József császár feloszlatta a rendeket. 1814-ben a Szuvorov tábornok vezette orosz hadsereg vonult át a városon a napóleoni háborúk folytán. 1822–1945 között német nemesek, a Thurn-Taxis család (Medveczky Ilona) uralkodtak itt, akiket a második világháború után elüldöztek. Nagy jelentőséggel bírt a vasút 1876-os bevezetése a városba, amikor a Plzeňtől Nýrskig tartó szakaszt üzembe helyezték. 1880 óta működik Dobřanyban a pszichiátriai kórház, amely jelenleg 1225 beteg befogadására alkalmas. 1938–1945 között a falu a Szudéta Birodalmi Tartományhoz tartozott. A brit légierő 1943. április 17-én virradó rajtaütése során a pilseni Škoda művek helyett a kórházat bombázták, és súlyosan megrongálták. A háború után az eredeti német lakosságot kitelepítették.

## Itt született
- Ormai Norbert honvédezredes 1813. május 28-án, aki az Aradon, 1849. augusztus 22-én kivégzett első vértanú volt

## Testvértelepülései
- Brežice, Szlovénia
- Dobřany, Csehország
- Obertraubling, Németország

## Képek a városból

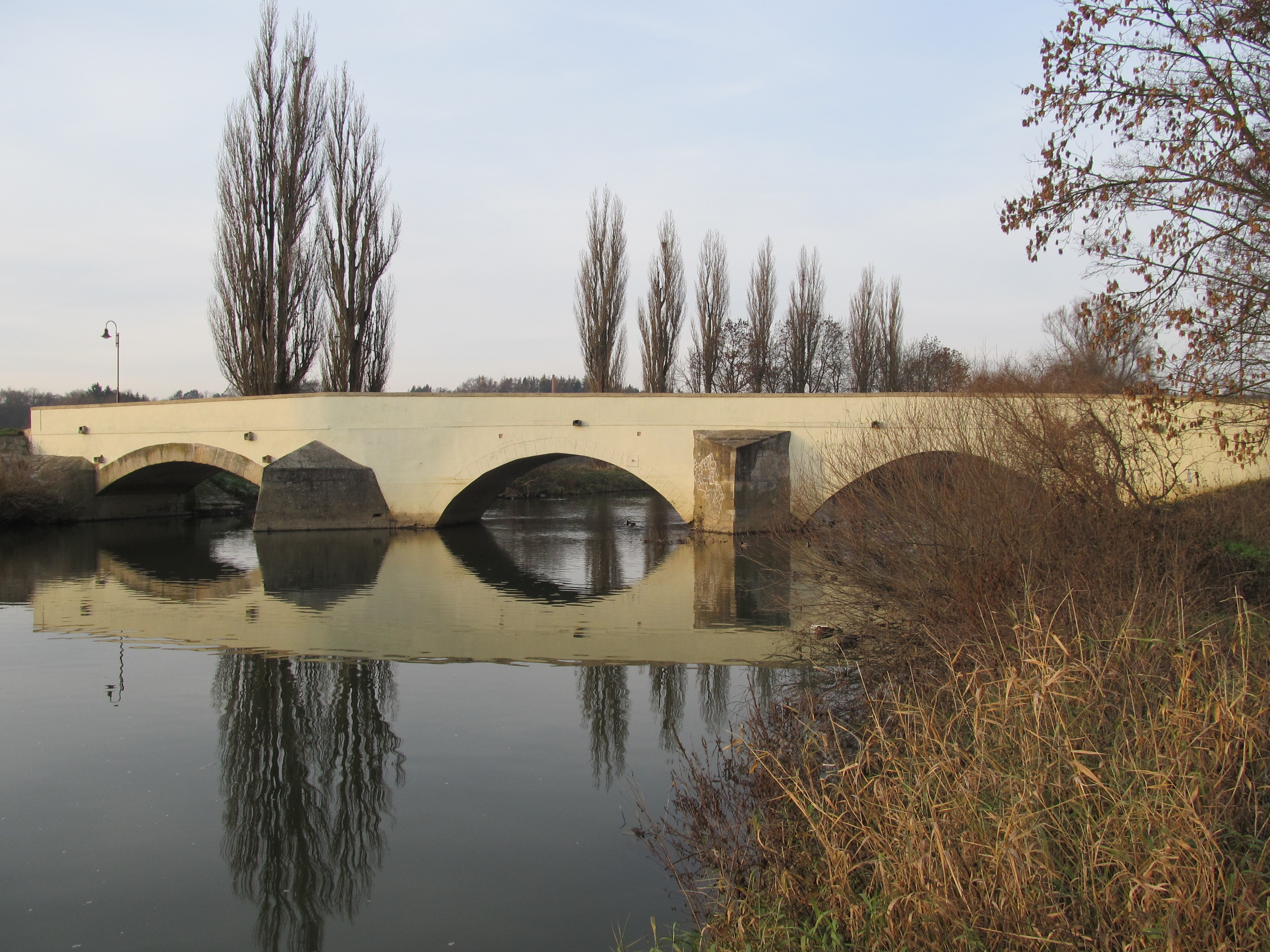
Kőhíd a Radbuzán
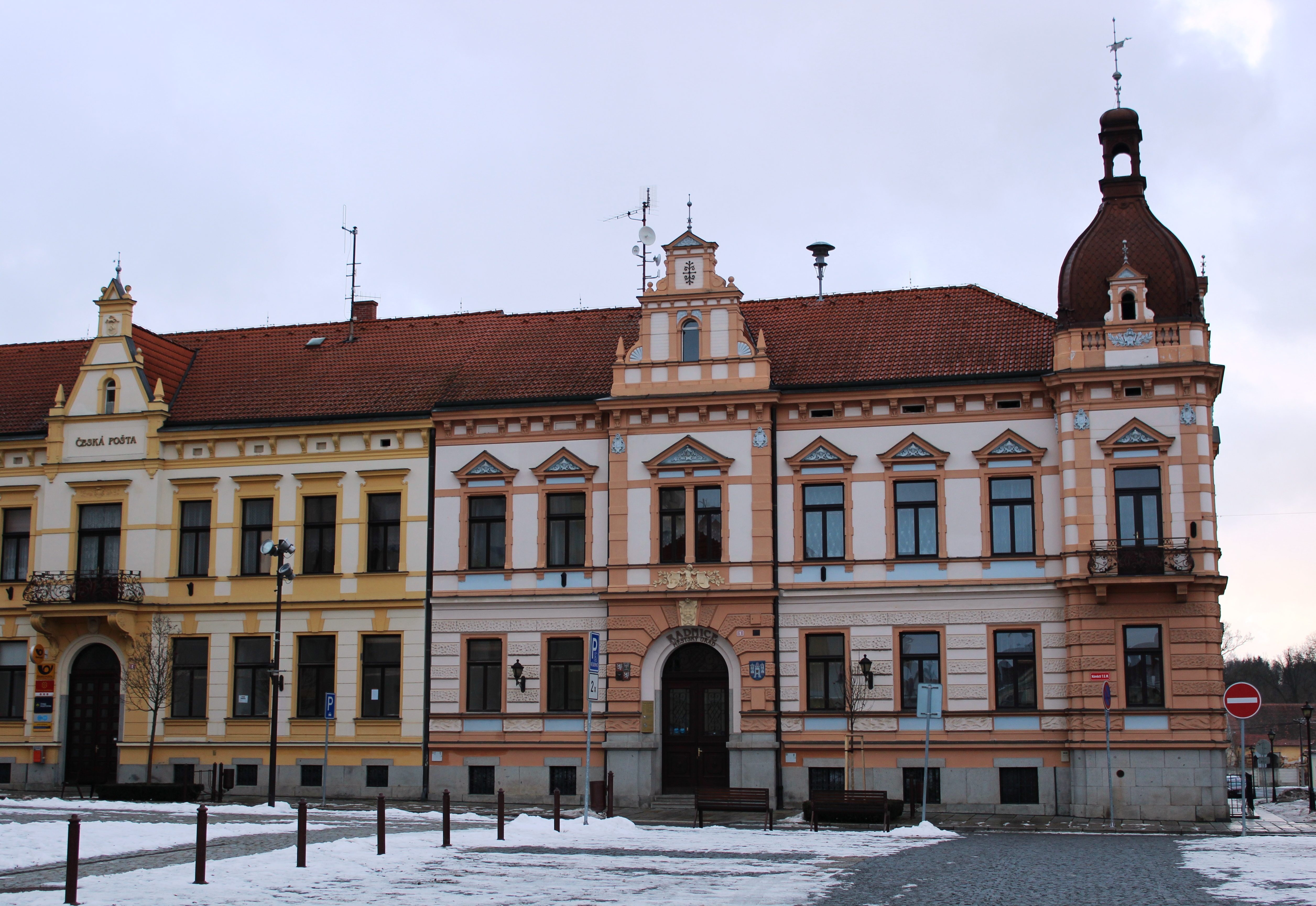
Városháza

## Népesség
A település lakosságának változását az alábbi diagram mutatja:
| Lakosok száma | 2450 | 5485 | 5793 | 4859 | 5171 | 5666 | 6218 | 6154 | 6128 | 6435 |
|               | 1869 | 1890 | 1921 | 1950 | 1980 | 2001 | 2017 | 2019 | 2022 | 2024 |